# Роща (Ростовская область)
Ро́ща — посёлок в Сальском районе Ростовской области России.
Входит в состав Гигантовского сельского поселения.

## История
В 1987 году указом Президиума Верховного Совета РСФСР посёлку четвёртого отделения зерносовхоза «Гигант» присвоено наименование Роща.

## Население
| 2010 |
| ---- |
| 331  |

## Улицы
| - ул. Западная, - ул. Зелёная, - ул. Клубная, | - ул. Крайняя, - пер. Новый, - ул. Октябрьская. |